# La Turballe

Localització de La Turballe

La Turballe (en bretó An Turball, en gal·ló La Troball) és un municipi francès, situat a la regió de país del Loira, al departament de Loira Atlàntic, que històricament ha format part de la Bretanya. L'any 2006 tenia 4.341 habitants. Limita amb els municipis de Guérande a l'est, Piriac-sur-Mer al nord i Le Croisic al sud.

## Demografia
| 1962                                       | 1968  | 1975  | 1982  | 1990  | 1999  |
| ------------------------------------------ | ----- | ----- | ----- | ----- | ----- |
| 2.542                                      | 2.716 | 2.959 | 3.120 | 3.587 | 4.042 |
| Des de 1962: població sense dobles comptes |       |       |       |       |       |

## Administració
| Període   | Identitat          | Partit |
| --------- | ------------------ | ------ |
| 1957-1965 | Jean-Louis Trimaud |        |
| 1965-1983 | Raymond Famchon    |        |
| 1983-1989 | Philippe Pigeon    |        |
| 1989-     | René Leroux        | PS     |

## Galeria d'imatges

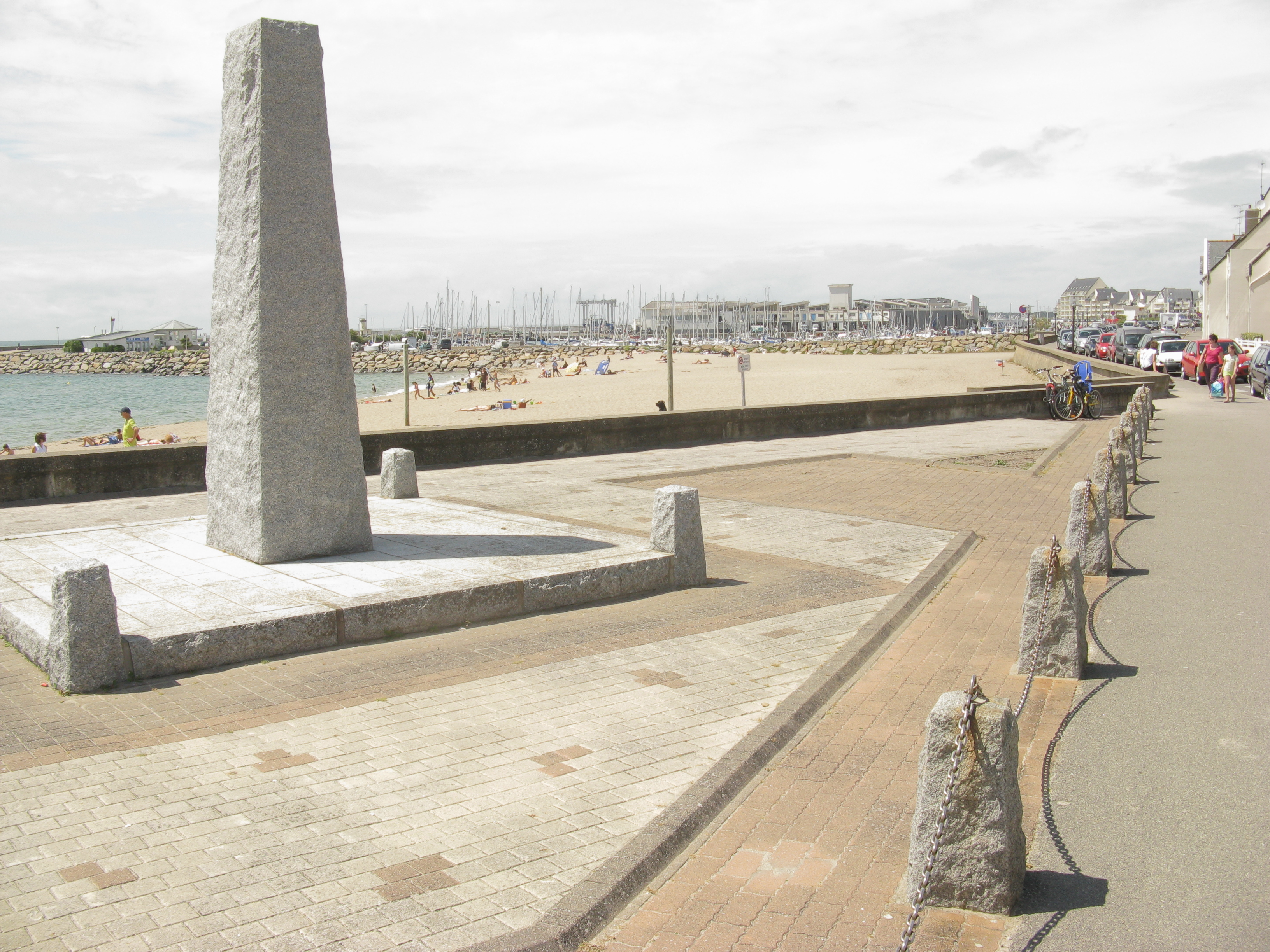
Menhir monument
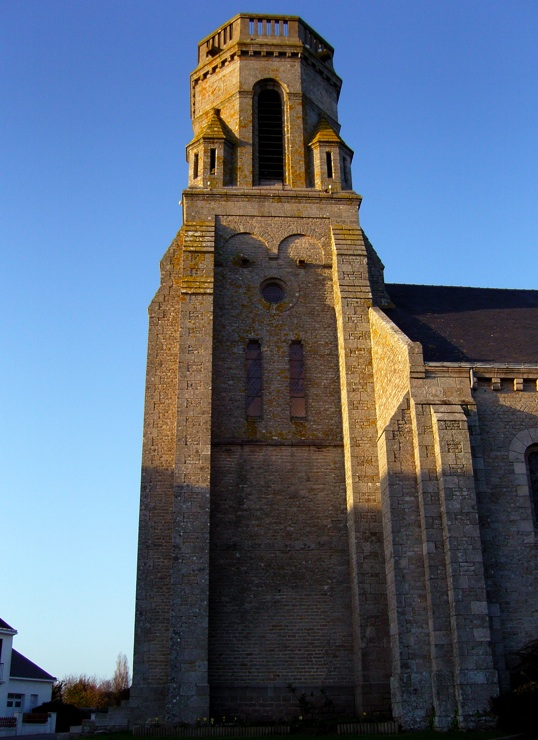
Església de Trescalan